# Pöngel

Schild in der Sammlung Werner Thiel auf Zeche Consolidation in Gelsenkirchen

Pöngel ist ein deutsches Dialektwort für jede Art von Bündel. Im übertragenen Sinn kann es noch andere Bedeutungen haben.
In den rheinischen und westfälischen Bergbaugebieten kann damit im Speziellen das Wäschebündel der Bergleute gemeint sein. Er diente zum Transport der Arbeitskleidung zwischen zu Hause, der Waschkaue und der Wäscherei.
Er bestand ursprünglich aus irgendeinem Tuch oder aus einem meist blauen Handtuch, das von dem Grubenbetreiber ausgehändigt wurde. Das Tuch wurde an den Ecken über Kreuz zusammengeknotet. Wurde der Gürtel durch den Knoten gezogen, konnte man den Pöngel über die Schulter hängen. In den letzten Jahrzehnten wurden an Stelle der Tücher Wäschenetze genommen, die mit einer großen Sicherheitsnadel verschlossen werden. An der Sicherheitsnadel hing eine Marke mit einer Nummer. Statt der Sicherheitsnadel wurde in den letzten Jahren allerdings oft ein spezieller Gummiring als Verschluss verwendet.
Wer seine Arbeitskleidung in der Großwäscherei der Grube waschen lassen wollte, konnte sie im Pöngel dort einwerfen. Die Stellen dafür hießen Pöngeleinwurf oder Pöngelabwurf. Dort wurden die Pöngel einmal pro Woche abgeholt und im Ganzen gewaschen. Nach der Wäsche wurden sie in ein Schließfach gelegt, das mit der Markennummer versehen war. Dort konnte der Grubenarbeiter den Pöngel abholen.
Wer seine Arbeitskleidung zu Hause waschen lassen wollte, konnte den Pöngel dorthin mitnehmen.